# Королевство Ормонд
Королевство Ормонд (ирл. Urumhain, англ. Kingdom of Ormond) — средневековое королевство в южной части Ирландии, существовавшее в XII веке на востоке Мунстера, на территории нынешних графств Типперэри, Килкенни и Уотерфорд.

## История
Королевство было образовано из раздела предыдущего королевства Мунстер. Оно представляло собой феодальное владение семьи О’Кеннеди, но вскоре было завоёвано англо-норманнами, которые создали графство Ормонд как часть манора Ирландия под сюзеренитетом семьи Батлер. Однако О’Кеннеди, теперь именуемые лордами Ормонда, долго боролись с Батлерами за контроль над регионом. В 1336 году между двумя семьями был подписан мирный договор, но в 1347 году О’Кеннеди смогли изгнать Батлеров из замка Ненах и поселиться там, удерживая имение более двухсот лет.
Два современных района графства Типперэри, Верхний и Южный Ормонд, названы в честь королевства.

## Короли Ормонда
- Олаф Уа Кеннетиг (Olaf Ua Cennétig, ум.1164)
- Домналл Уа Кеннетиг (Domnall Ua Ceinneidig, ум.1181)[2]
- Бриан О’Кеннетиг (Brian Ó Cennetig)
- Томас О’Кеннетиг (Tomás Ó Cennetig), частично король Ормонда[3]